# Kıvanç Karakaş
Kıvanç Karakaş (* 3. März 1985 in Istanbul) ist ein türkischer Fußballspieler.

## Karriere
Karakaş erlernte das Fußballspielen in den Jugendmannschaften von Beylerbeyi, Beşiktaş Istanbul und Selimiye. In der Saison 2005/03 unterschrieb er beim Viertligisten Beykozspor einen Profi-Vertrag. Hier spielte er zwei Spielzeiten, meistens als Ergänzungsspieler, und kam in dieser Zeit auf lediglich 14 Einsätze.
Mit dem Auslaufen seines Vertrages wechselte er innerhalb der Liga zu Yalovaspor.
Durch seine guten Leistungen bei Yalovaspor wurden mehrere Teams aus den oberen Ligen auf ihn aufmerksam. So lagen Kıvanç Karakaş mehrere Angebote vor. Er entschied sich für das Angebot des Traditionsklub und Zweitligisten aus Izmir Karşıyaka. Hier schaffte er auf Anhieb den Sprung in die Stammformation.
Zur Saison lief sein auf drei Jahre datierter Vertrag mit Karşıyaka aus. Obwohl Karşıyaka den Vertrag vorzeitig verlängern wollte, lehnte Karakaş ab. Ihm lagen mehrere Angebote von Erstligisten vor. Auf Wunsch von Trainer Rıza Çalımbay wechselte er zu Sivasspor. Çalımbay hatte den Mittelfeldspieler mehrmals beobachten lassen und hatte früh eine mündliche Zusage von Karakaş bekommen. Obwohl er nicht durchgehend in der Startformation auflief, kam er regelmäßig zu Einsätzen und konnte sich behaupten.
Obwohl er bei Sivasspor eine erfolgreiche Saison verbracht hatte, verließ er überraschend den Verein und wechselte zum Zweitligisten Şanlıurfaspor.
Zur Saison 2012/13 wechselte Karakaş in die Süper Lig zum Aufsteiger Çaykur Rizespor. Ausschlaggebend für diesen Wechsel war die Tatsache, dass Rıza Çalımbay, sein Trainer aus seiner Zeit bei Sivasspor, nun Rizespor trainierte.
Im Sommer 2015 kehrte er zu Şanlıurfaspor zurück. Bereits nach einer halben Saison wechselte er zu Eskişehirspor und damit zurück in die Süper Lig. Nachdem er mit diesem Verein zum Sommer 2016 den Klassenerhalt verfehlt hatte, wechselte er zum Zweitligisten Bandırmaspor.